# Urlep
Urlep je priimek več znanih Slovencev:
- Andrej Urlep (* 1957), košarkarski trener
- Bojan Urlep (1931 - 2020), ?
- Franc Urlep (1928 - 2022), zdravnik, predsednik društva za zgodovino medicine
- Hinko Urlep - Dnjeper, Pohorski partizan
- Lilijana Urlep, zgodovinarka, arhivistka
- Mateja Urlep, farmacevtka
- Vojmir Urlep (* 1956), farmacevt in menedžer